# РусГідро
ВАТ «РусГідро» — найбільша російська генеруюча компанія і друга у світі серед гідрогенеруючих компаній за встановленою потужністю. «РусГідро» — лідер у виробництві енергії на базі поновлюваних джерел, що розвивають генерацію на основі енергії водних потоків, морських припливів, вітру та геотермальної енергії.

## Історія
Компанія, що спочатку мала назву ВАТ «Федеральна гідрогенеруюча компанія» (ВАТ «ГідроОГК»), була створена в рамках реформи російської енергетичної галузі відповідно до розпорядження уряду Російської Федерації від 1 вересня 2003 року. Рішення про створення ОАО «ГідроОГК» як 100 % дочірнього товариства ВАТ РАО «ЄЕС Росії» прийняте Радою директорів ВАТ РАО «ЄЕС Росії» 24 грудня 2004 року.
У результаті реформи РАО «ЄЕС Росії», головними цілями якої були названі залучення інвестицій в розвиток галузі і створення конкурентного ринку електроенергії, в Росії з'явилося шість оптових генеруючих компаній, сформованих за екстериторіальним принципом, і 14 регіональних генкомпаній (ТГК). Практично всі гідрогенеруючі активи РФ були консолідовані у ВАТ «ГідроОГК».
25 червня 2008 загальними зборами акціонерів ВАТ «ГідроОГК» було ухвалено рішення про перейменування компанії у Відкрите акціонерне товариство «Російська гідрогенеруюча компанія» (рос. Открытое акционерное общество "Российская гидрогенерирующая компания"), скорочена назва — ВАТ «РусГідро».

## Огляд потужностей
За станом на 1 липня 2009 року встановлена потужність ВАТ «РусГідро» становила 25,3 ГВт. Вироблення за I півріччя 2009 року склало 45 904,7 млн кВт·год. Корисна відпустка за I півріччя 2009 року — 45 082,4 млн кВт·год.
Компанія об'єднує 53 енергооб'єкти поновлюваної енергетики. Серед них — найбільша в Росії і водночас у Європі Саяно-Шушенська ГЕС ім. П. С. Непорожнього (6400 МВт), 9 станцій Волзько-Камського каскаду загальною встановленою потужністю понад 10 103 МВт, первісток великої гідроенергетики на Далекому Сході Зейська ГЕС (1330 МВт), Бурейська ГЕС (1975 МВт) і декілька десятків гідростанцій на Північному Кавказі, а також геотермальні станції на Камчатці.
Одною з найстаріших ГЕС, що перебувають у складі холдингу «РусГідро», є Жигульовська ГЕС, розташована на річці Волзі в Самарській області. Її будівництво почалося в 1950 році. 29 грудня 1955 року був запущений в промислову експлуатацію перший гідроагрегат станції, яка тоді називалася Куйбишевська ГЕС. 10 серпня 1958 року станцію перейменували у Волзьку ГЕС ім. Леніна, а в травні 1959 року всі споруди гідровузла були прийняті в промислову експлуатацію. 1 липня 2004 року ВАТ «Волзька ГЕС ім. В. І. Леніна» була перейменована у ВАТ «Жигулівська ГЕС».
Жигулівська ГЕС є однією з найбільших гідроелектростанцій у світі за потужністю і виробленню електроенергії і найпершим гігантом радянської енергетики. Це шостий ступінь і друга за потужністю ГЕС Волзько-Камського каскаду.
Старою є і Камська гідроелектростанція (КамГЕС), розташована на річці Камі в Пермському краї. Входить у Волзько-Камський каскад ГЕС. Будівництво ГЕС почалося в 1949 році. 18 вересня 1954 року в урочистій обстановці був пущений перший гідроагрегат. Повністю Камська ГЕС була здана в 1958 році. У 1964 році Камська ГЕС була прийнята Державною комісією.
У складі «РусГідро» однією з «наймолодших» гідроелектростанцій є Бурейська ГЕС на річці Бурея в Амурській області. Символічний пуск станції відбувся 9 липня 2003 року під час відвідин її президентом Росії Володимиром Путіним. 20 жовтня 2007 року введений в лад останній, шостий гідроагрегат БГЕС.
Холдинг «РусГідро» також об'єднує науково-дослідні, проектно-дослідницькі, інжинірингові організації і роздрібні енергозбутові компанії. Станом на літо 2009 року Російській Федерації належить 61,93 %, міноритарним акціонерам — 38,07 %. Загальна кількість акціонерів «РусГідро» — понад 360 000.
Станом на літо 2009 в. о. голови правління ВАТ «РусГідро» — Василь Зубакін.